# Kristina Ovchinnikova
Kristina Ovchinnikova (in kazako Кристина Витальевна Овчинникова?; Almaty, 21 marzo 2001) è un'altista kazaka, ha vinto la medaglia d'oro ai campionati asiatici nel 2023 nel salto in alto.

## Progressione

### Salto in alto
| Stagione | Misura    | Luogo           | Data      | Rank. Mond. |
| -------- | --------- | --------------- | --------- | ----------- |
| 2024     | 1,84 m(i) | Astana          | 27-1-2024 |             |
| 2023     | 1,95 m(i) | Hustopeče       | 4-2-2023  |             |
| 2022     | 1,95 m    | Almaty          | 25-6-2022 |             |
| 2021     | 1,95 m    | Almaty          | 8-6-2021  |             |
| 2020     | 1,88 m(i) | Minsk           | 25-2-2020 |             |
| 2019     | 1,80 m(i) | Ust-Kamenogorsk | 24-1-2019 |             |
| 2018     | 1,75 m    | Almaty          | 9-7-2018  |             |

## Palmarès
| Anno                             | Manifestazione             | Sede     | Evento        | Risultato | Prestazione | Note  |
| -------------------------------- | -------------------------- | -------- | ------------- | --------- | ----------- | ----- |
| In rappresentanza del Kazakistan |                            |          |               |           |             |       |
| 2021                             | Olimpiade                  | Tokyo    | Salto in alto | Qualif.   | 1,86 m      |       |
| 2022                             | Mondiali                   | Eugene   | Salto in alto | Qualif.   | 1,86 m      |       |
| 2023                             | Campionati asiatici Indoor | Astana   | Salto in alto | Argento   | 1,89 m      |       |
| 2023                             | Campionati asiatici        | Bangkok  | Salto in alto | Oro       | 1,86 m      | [ 1 ] |
| 2023                             | Giochi universitari        | Chengdu  | Salto in alto | 6ª        | 1,84 m      |       |
| 2023                             | Mondiali                   | Budapest | Salto in alto | Qualif.   | 1,85 m      | [ 2 ] |
| 2023                             | Giochi asiatici            | Hangzhou | Salto in alto | 4ª        | 1,83 m      | [ 3 ] |

## Campionati nazionali
- 1 volta campionessa nazionale kazaka indoor del salto in alto (2020)

2019
- Argento ai campionati kazaki indoor (Ust-Kamenogorsk), salto in alto - 1,80 m

2020
- Oro ai campionati kazaki indoor (Ust-Kamenogorsk), salto in alto - 1,84 m

2021
- Argento ai campionati kazaki indoor (Ust-Kamenogorsk), salto in alto - 1,92 m
- Argento ai campionati kazaki (Almaty), salto in alto - 1,96 m

2022
- Argento ai campionati kazaki indoor (Ust-Kamenogorsk), salto in alto - 1,84 m
- Argento ai campionati kazaki (Almaty), salto in alto - 1,86 m

2023
- Bronzo ai campionati kazaki (Almaty), salto in alto - 1,80 m

## Altre competizioni internazionali
2022
- Bronzo ai Giochi della solidarietà islamica ( Konya), salto in alto - 1,87 m